# الناحية المركزية (مقاطعة لامرد)
البلدة المركزية مقاطعة لامرد (بالفارسية: بخش مرکزی شهرستان لامرد) هي(بلدة) في مقاطعة لامرد في فارس جنوب غرب إيران. حسب إحصاءات سنة 2006 كان يسكن هذه البلدة 43,371, نسمة يشكّلون 9,523 أسرة.